# Miquel Bauçà Rosselló
Miquel Bauçà Rosselló (Felanitx, 7 de febrer de 1940 - Barcelona, 10 de febrer de 2005) fou un escriptor mallorquí destacable pel seu radicalisme verbal i social.
Els seus poemes apareixen a la majoria de les antologies de poesia catalana contemporània. Fou reconegut com a poeta des de molt jove amb Una bella història (1962). Bauçà alterna la poesia i la narrativa fins a la publicació d'El canvi (1998), punt culminant de la seva obra i inici d'un projecte poeticoenciclopèdic que aprofundeix en les seves obres posteriors. La seva mort solitària trasbalsà el món literari, i feu més enigmàtica, encara, la figura d'un autor que volgué ser conegut només pels seus escrits.

## Obra

### Poesia
- Cants jubilosos. Col·lecció Pentaleu 1. Barcelona: José J. de Olañeta, 1978. Premi al Certamen a honor de la Mare de Déu de Sant Salvador de Felanitx, 1959.
- Una bella història. Barcelona: Els Llibres de l'Óssa Menor 48. Barcelona: J. Pedreira, 1962. (2a ed.) Felanitx: Editorial Ramon Llull, 1975. (4a ed.) Els millors poetes catalans del segle xx. Ara.cat. Edicions 62, 2013. Premi Joan Salvat-Papasseit de poesia, 1961.
- Nihil obstat. Palma: Daedalus, 1965. Censurat, inèdit.
- El noble joc. Col. Balenguera 6. Palma: Moll, 1972.
- Poemes. Il·lustracions Jordi Serrate. Terrassa: Quaderns del Bordiol 2, 1973. (3a ed.) Els millors poetes catalans del segle xx. Ara.cat. Edicions 62, 2013.
- Notes i comentaris. Col·lecció Poesia Tres i Quatre, 3. València: Eliseu Climent, 1975. (3a ed.) Els millors poetes catalans del segle xx. Ara.cat. Edicions 62, 2013. Premi Vicent Andrés Estellés de poesia, 1974.
- Les Mirsines: Colònia de vacances. Col·lecció Plecs 8. Sabadell: Les Edicions dels Dies, 1983.
- Obra poètica 1959-1983. Obres Completes 2. Barcelona: Empúries, 1987.
- El crepuscle encén estels. Col·lecció Migjorn 22. Barcelona: Empúries, 1992.
- En el feu de l'ermitatge (1993). Narrativa 471. Barcelona: Empúries, 2014. Premi Miquel de Palol de poesia, 1993.
- Els estats de connivència. Narrativa 150. Barcelona: Empúries, 2001.
- Els somnis. Narrativa 205. Barcelona: Empúries, 2002.
- Rudiments de saviesa. Narrativa 250. Barcelona: Empúries, 2005.
- Certituds immediates. Narrativa 300. Barcelona: Empúries, 2007.
- La carn i el goig. Mallorca: Col·lecció Ossos de Sol, 2017

### Poesia-Prosa
- El canvi: Des de l'Eixample. Narrativa 83. Barcelona: Empúries, 1998. Premi Crítica Serra d'Or; Premi de la Crítica de narrativa catalana

### Narrativa
- Carrer Marsala. Tros de Paper 3. Barcelona: Empúries, 1985. Rue Marsala. Col. Les Voies du Sud. París: La Différence, 1991. (2a ed.) Narrativa 255. Barcelona: Empúries, 2005. (3a ed.) Barcelona: Empúries, 2009. Premi Ciutat de Barcelona; Premi Cavall Verd
- L'estuari. El Balancí 230. Barcelona: Edicions 62, 1990. Premi Sant Joan de narrativa; Premi Crítica Serra d'Or de novel·la
- El vellard. L'escarcellera. Narrativa 25. Barcelona: Empúries, 1992.
- Novel·les curtes: Carrer Marsala. El vellard. L'escarcellera. Col. La Butxaca. Barcelona: Empúries, 2011. The Siege in the Room. Three Novellas. Catalan Literature Series. Estats Units: Dalkey, 2012.

### Treballs sobre l'autor
- Artigues, Antoni. Poesia és el discurs. Miquel Bauçà. Mallorca: Lleonard Muntaner, 2009.
- Arbona, Antònia. La poesia de Miquel Àngel Riera i Miquel Bauçà. Mallorca: Lleonard Muntaner, 2004.